# Позняк, Андрей Анатольевич
Андре́й Анато́льевич Позня́к (30 апреля 1988, с. Боровка, Макаровский район, Киевская область — 3 марта 2014, Киев) — один из Небесной сотни. Герой Украины (2014, посмертно).

## На Майдане
Зимой 2013—2014 годов находился на Майдане Независимости в Киеве, был активным участником Революции достоинства. 3 марта 2014 года тело Андрея Позняка было найдено в центре Киева с огнестрельным ранением в голову. Похоронен в родном селе Боровка.

## Памяти
- В июне 2015 в Боровском учебно-воспитательном объединении «Общеобразовательная школа І-ІІ ступеней — детский сад» Макаровского района открыта мемориальная доска Герою Небесной Сотни Позняку Андрею Анатольевичу[1].

### Награды
- Звание Герой Украины с вручением ордена «Золотая Звезда» (21 ноября 2014, посмертно) — за гражданское мужество, патриотизм, героическое отстаивание конституционных принципов демократии, прав и свобод человека, самоотверженное служение Украинскому народу, обнаруженные во время Революции достоинства[2]
- Медаль «За жертвенность и любовь к Украине» (УПЦ КП, июнь 2015) (посмертно)[3]